# Sebastian Seidel

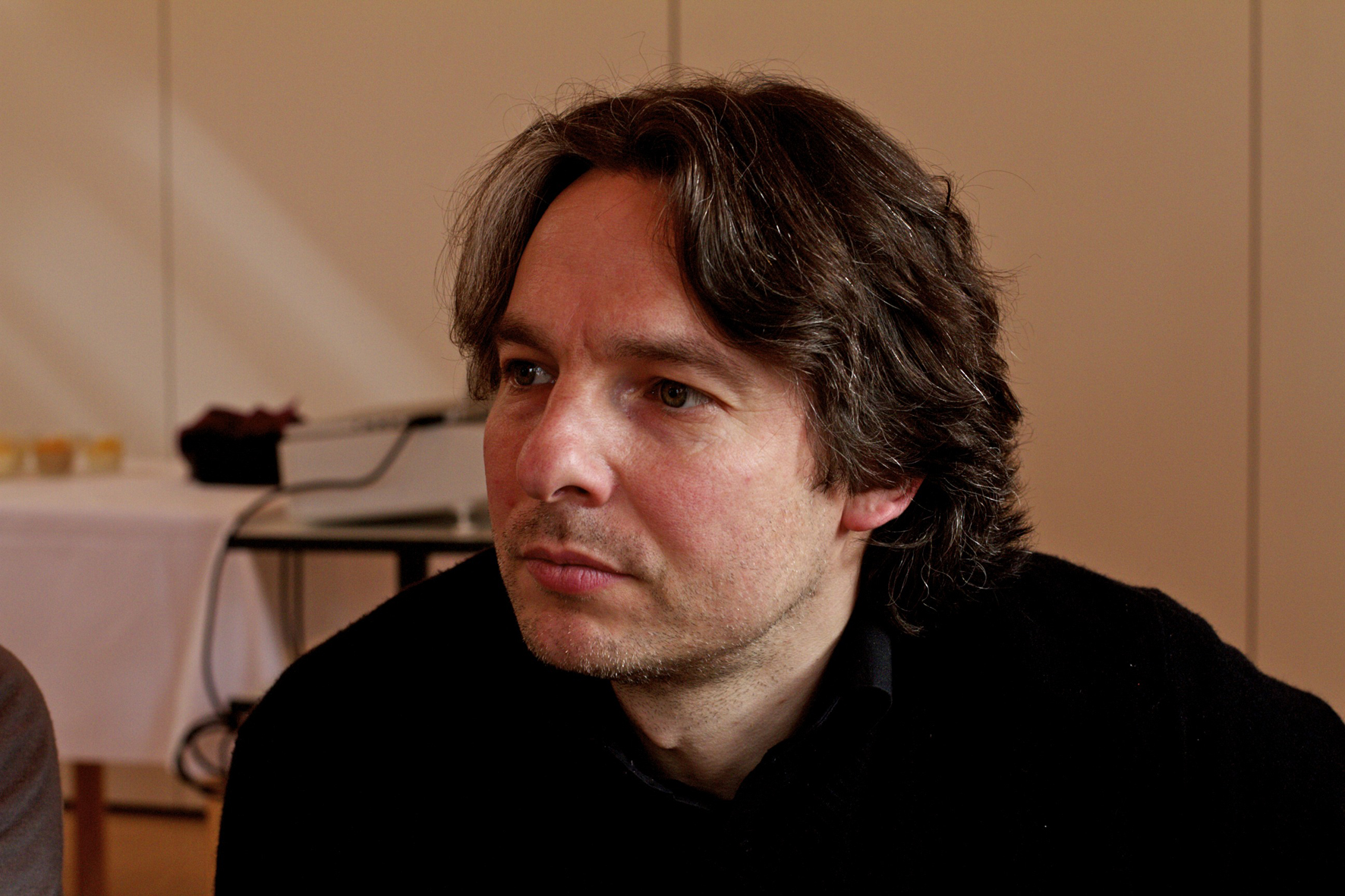
Sebastian Seidel

Sebastian Ernst Seidel (* 27. Mai 1971 in Ulm) ist ein deutscher Theaterautor, -regisseur und -leiter.

## Leben
Sebastian Seidel besuchte die Freie Waldorfschule Ulm und studierte Germanistik, Geschichte und Philosophie an der Universität Augsburg und an der University at Albany. Sein Onkel war der berühmte Vibraphonist und Komponist Karl Berger. Bis 1999 leitete er das Germanistentheater an der Universität Augsburg. Nach dem Studium gründete er 1996 das S’ensemble Theater (heute Sensemble Theater), dessen Leiter er bis heute ist. Im Jahr 2000 promovierte Seidel in Neuere Deutsche Literaturwissenschaft über „Der Mann ohne Eigenschaften“ von Robert Musil.
Er schrieb zahlreiche Theaterstücke, vor allem für das Sensemble Theater, an dem die meisten seiner Stücke auch uraufgeführt wurden. Seine Stücke werden nicht nur deutschlandweit gespielt, wie beispielsweise am Landestheater Detmold (Hamlet for you) oder am Staatstheater Darmstadt (Hamlet for you), sondern vor allem sein Hamlet-Stück auch weltweit als „The Accidental Hamlet“ beim Fringe Festival NYC oder in der Schweiz.
Seidel erhielt verschiedene Stipendien und Förderpreise, unter anderem den Kunstförderpreis der Stadt Augsburg 2002, das Paul Maar Stipendium 2004 und die Ehrenmedaille „Für Augsburg“ 2007. Er lebt und arbeitet in Augsburg.
Gemeinsam mit dem Schriftsteller und Übersetzer Andreas Nohl besuchte er 2012 chinesische Schriftsteller in Jinan, Provinz Shandong, und gab die deutsch-chinesische Anthologie „Tales of Two Cities“ (2014) heraus, die zugleich in Deutschland und in China erschien. Es ist die erste internationale literarische Zusammenarbeit dieser Art weltweit.

## Werk
Typisch für Seidels Stücke ist die Komik, so etwa in seinem erfolgreichsten Stück Hamlet for you, in welchem zwei Schauspieler 90 Minuten lang versuchen, Shakespeares Drama Hamlet auf die Bühne zu bringen. Ebenso finden sich surreale Momente wie im Stück Quiz-Show, in welchem ein Mann plötzlich mit einem Fremden konfrontiert wird, der Tag für Tag in seiner Wohnung sitzt. Aber auch tragische Konflikte werden thematisiert, etwa im Stück Love Movie Theater, das von unbefriedigten Sehnsüchten und der Sprachlosigkeit eines einstmals glücklichen Liebespaars handelt. Im Oktober 2012 erschien das Buch Theater-Marathon mit zehn Theaterstücken, mit einem Vorwort der Verlegerin Ulrike Hofmann-Paul und einem Nachwort des Literaturwissenschaftlers Friedmann Harzer von der Universität Augsburg. Im Dezember 2015 erschien im Maro-Verlag der Theater-Monolog Jakob Fugger Consulting.

## Theaterstücke
- Eine einzige Nacht (UA: Sensemble Theater, 11. Februar 2017)[6]
- Sangesfieber (UA: Sensemble Theater, 2. Mai 2015)
- Love Peace and Happiness (UA: Sensemble Theater, 27. September 2014)
- Böser Bruder (UA: Sensemble Theater, 7. Februar 2014)
- Enemy Alien Brecht (UA: Sensemble Theater, 4. Februar 2013)
- Klavierkind (UA: S’ensemble Theater, 11. Oktober 2012)
- Plan B (UA: Rathaus Augsburg, 9. Februar 2012)
- Barbie, schieß doch!! (UA: S’ensemble Theater, 16. Juli 2011)
- Heldenspektakel (UA: S’ensemble Theater, 17. Juli 2010)
- Wahlschlacht (UA: S’ensemble Theater, 25. Juli 2009)
- Marathon (UA: S’ensemble Theater, 19. Januar 2002, Premiere einer überarbeiteten Fassung[7]: 20. Mai 2009, S’ensemble Theater[8])
- Wie gewinnt man eine Wahl? (UA: Maximilianmuseum Augsburg, 1. März 2008)
- Love Movie Theater (UA: S’ensemble Theater, 6. Oktober 2007)
- Jakob Fugger Consulting (UA: S’ensemble Theater, 10. März 2007)
- Hamlet for You (UA: S’ensemble Theater, 7. Oktober 2006)
- Werwolf (Jugendstück, keine UA)
- Bruderliebe (Jugendstück, keine UA)
- MarathonManagement (UA: S’ensemble Theater, 29. Januar 2005)
- Selbstmanagement 1-3 (UA: S’ensemble Theater, 1. Mai 2004)
- Auf der Suche (UA: S’ensemble Theater, 28. Juni 2003, früherer Titel: Auf der Suche nach dem Jakoberwallturm)
- Träume, mit Tina Bühner (UA: S’ensemble Theater, 20. Juli 2002)
- Wie oder Wer ist der Ritter, mit Christian Krug (UA: S’ensemble Theater, 29. Juni 2002)
- Verteidigung auf Leben und Tod (UA: S’ensemble Theater 27. Oktober 2001)
- Quiz-Show (UA: S’ensemble Theater, 31. März 2001)
- Lebenskampf (unter Pseudonym Samuel Schweitzer, UA: S’ensemble Theater, 10. Februar 2001)

## Stipendien und Preise
- Stipendium Intern. Forum Junger Bühnenangehöriger beim Berliner Theatertreffen
- Kunstförderpreis der Stadt Augsburg im Bereich Literatur (2002)
- Literaturförderpreis des Wißner Verlages Augsburg
- Stipendium Paul Maar: Bundesakademie für kulturelle Bildung in Wolfenbüttel (2004)
- Förderung Kulturfonds Bayern für „Auf der Suche nach dem Jakoberwallturm“ (2005)
- Stipendium Dramatikerbörse: Luaga&Losna, Nenzing, Österreich
- Förderung Kulturfonds Bayern für die Theaternacht „Quickies Augsburg“
- Förderung Fonds Darstellende Künste für die Theaternacht „Quickies Augsburg“
- Auszeichnung mit Ehrenmedaille „Für Augsburg“ durch die Stadt Augsburg (2007)
- Zukunftspreis der Stadt Augsburg in der Kategorie „Nachhaltige Entwicklung“ (2013)